# Gekko japonicus
Gekko japonicus es una especie de gecko que pertenece al género Gekko de la familia Gekkonidae. Es nativo de Asia Oriental.

## Distribución
Es nativo del oriente de China (Sichuan, Shaanxi y Gansu), Corea del Sur y Japón (Kyushu, Honshu, Shikoku, Yakushima y las islas Ryūkyū).